# Vatica odorata
Vatica odorata är en tvåhjärtbladig växtart. Vatica odorata ingår i släktet Vatica och familjen Dipterocarpaceae.

## Underarter
Arten delas in i följande underarter:
- V. o. brevipetiolata
- V. o. mindanensis
- V. o. odorata